# Jeremy de León
Jeremy André de León Rodríguez (San Juan, 18 marzo 2004) è un calciatore portoricano, attaccante del Real M. Castilla, del Real Madrid e della nazionale portoricana.

## Carriera

### Club
Dopo gli inizi a Porto Rico, nel 2022 de León ha firmato con il Castellón che lo ha inizialmente assegnato all'Under-19. Ha debuttato in prima squadra il 14 maggio 2022 nell'incontro di Primera Federación pareggiato 3-3 contro il Villarreal B. A partire dalla stagione successiva ha iniziato a giocare con maggior frequenza ed il 2 aprile 2023 ha segnato il suo primo gol in carriera decidendo la trasferta contro il CD Logroñés terminata 1-0.
Il 24 gennaio 2024 è stato acquistato a titolo definitivo dal Real Madrid che lo ha assegnato al Castilla. Lo stesso aprile, l'allenatore dei Blancos Carlo Ancelotti ha deciso di portarlo con sé per gli allenamenti dei quarti di finale e della semifinale di andata di Champions League; tuttavia, non è stato poi convocato per nessuna partita della competizione.

### Nazionale
Ha giocato nella nazionale portoricana Under-20.
Ha debuttato con la nazionale portoricana il 7 giugno 2024 nell'incontro di qualificazione per il campionato mondiale 2026 pareggiato 0-0 contro El Salvador.

## Statistiche

### Presenze e reti nei club
Statistiche aggiornate al 12 giugno 2024.
| Stagione        | Squadra          | Campionato      | Campionato | Campionato | Coppe nazionali | Coppe nazionali | Coppe nazionali | Coppe continentali | Coppe continentali | Coppe continentali | Altre coppe | Altre coppe | Altre coppe | Totale | Totale | Totale |
| Stagione        | Squadra          | Comp            | Pres       | Reti       | Comp            | Pres            | Reti            | Comp               | Pres               | Reti               | Comp        | Pres        | Reti        | Pres   | Reti   |        |
| --------------- | ---------------- | --------------- | ---------- | ---------- | --------------- | --------------- | --------------- | ------------------ | ------------------ | ------------------ | ----------- | ----------- | ----------- | ------ | ------ | ------ |
| 2021-2022       | Castellón        | PDR             | 2          | 0          | CR              | 0               | 0               |                    | -                  | -                  |             | -           | -           | 2      | 0      |        |
| 2022-2023       | Castellón        | PF              | 30         | 2          | CR              | 0               | 0               |                    | -                  | -                  |             | -           | -           | 30     | 2      |        |
| 2023-2024       | Castellón        | PF              | 11         | 0          | CR              | 3               | 0               |                    | -                  | -                  |             | -           | -           | 14     | 0      |        |
| 2023-2024       | Real M. Castilla | PF              | 8          | 1          |                 | -               | -               |                    | -                  | -                  |             | -           | -           | 8      | 1      |        |
| Totale carriera | Totale carriera  | Totale carriera | 51         | 3          |                 | 3               | 0               |                    | -                  | -                  |             | -           | -           | 54     | 3      |        |

### Cronologia presenze e reti in nazionale
| Cronologia completa delle presenze e delle reti in nazionale ― Porto Rico | Cronologia completa delle presenze e delle reti in nazionale ― Porto Rico | Cronologia completa delle presenze e delle reti in nazionale ― Porto Rico | Cronologia completa delle presenze e delle reti in nazionale ― Porto Rico | Cronologia completa delle presenze e delle reti in nazionale ― Porto Rico | Cronologia completa delle presenze e delle reti in nazionale ― Porto Rico | Cronologia completa delle presenze e delle reti in nazionale ― Porto Rico | Cronologia completa delle presenze e delle reti in nazionale ― Porto Rico |
| Data                                                                      | Città                                                                     | In casa                                                                   | Risultato                                                                 | Ospiti                                                                    | Competizione                                                              | Reti                                                                      | Note                                                                      |
| ------------------------------------------------------------------------- | ------------------------------------------------------------------------- | ------------------------------------------------------------------------- | ------------------------------------------------------------------------- | ------------------------------------------------------------------------- | ------------------------------------------------------------------------- | ------------------------------------------------------------------------- | ------------------------------------------------------------------------- |
| 7-6-2024                                                                  | San Salvador                                                              | El Salvador                                                               | 0 – 0                                                                     | Porto Rico                                                                | Qual. Mondiali 2026                                                       | -                                                                         | 81’                                                                       |
| 12-6-2024                                                                 | Bayamón                                                                   | Porto Rico                                                                | 8 – 0                                                                     | Anguilla                                                                  | Qual. Mondiali 2026                                                       | 2                                                                         | 77’                                                                       |
| Totale                                                                    |                                                                           | Presenze                                                                  | 2                                                                         |                                                                           | Reti                                                                      | 2                                                                         |                                                                           |